# Mahała (stacja kolejowa)
Mahała (ukr. Магала) – stacja kolejowa w miejscowości Mahała, w rejonie czerniowieckim, w obwodzie czerniowieckim, na Ukrainie. Położona jest na linii Czerniowce – Ocnița.
W okresie międzywojennym był to przystanek kolejowy.